# Château de la Bâtie (Vienne)
Pour les articles homonymes, voir Château de la Bâtie.
Le château de la Bâtie est un ancien château fort ou bâtie du XIIIe siècle dont les ruines se dressent sur la commune de Vienne sur le Rhône dans la région Auvergne Rhône-Alpes.
Le château fait l’objet d’une inscription au titre des monuments historiques par arrêté du 10 décembre 1926.

## Situation
Le château de la Bâtie est situé dans le département français de l'Isère sur la commune de Vienne sur le Rhône.

## Histoire
L'enceinte de Vienne parcourt les cinq collines de la rive gauche du Rhône, dont le Mont Salomon, sur environ 7 kilomètres. Au nord comme au sud, elle rejoint le Rhône mais n'inclut pas, et ne protège donc pas, le quartier sud, ni ceux de la rive droite. La largeur de l'enceinte était de 2,5 m à 4 m et la hauteur au minimum 8 m, percée de six portes et ponctuée de très nombreuses tours (cinquante-huit) qui se situent dans les vallées contrôlant les routes d'accès. Ce rempart couvre des territoires urbanisés et d'autres qui ne l'étaient pas, pour une surface de 200 hectares.
Selon les données archéologiques ce sont les Romains avaient déjà fortifié le Mont-Salomon, et les restes du fort romain auraient été réutilisés durant le haut Moyen Âge. Mais c'est l'archevêque Jean de Bernin qui est considéré comme le donneur d'ordre pour la construction de la Bâtie, vers 1225.
Le château de la Bâtie servit de lieu de résidence aux archevêques de Vienne jusqu'au milieu du XIVe siècle où, la paix revenue, ceux-ci dédaignèrent peu à peu cette résidence et négligèrent l'entretien de la forteresse qui tomba au simple rang de prison royale. Réaménagée, en partie, en 1450 par le dauphin Louis, ce fut François Ier qui, pour faire face à Charles Quint, fit reprendre les remparts de la ville et épaula la Bâtie par l'érection du « bastion » Saint-Anne en 1538. Très endommagé durant les guerres de religion ce château fut partiellement rasé et mis hors d'usage en même temps que le fort de Pipet, en exécution d'un arrêt du conseil d'État du 26 janvier 1633, concernant la démolition des forts du Dauphiné sur ordre de Richelieu.